# ناتاشا إنجلاند
ناتاشا إنجلاند (بالإنجليزية: Natasha England)‏ هي مغنية بريطانية، ولدت في 18 ديسمبر 1952 في غلاسكو في المملكة المتحدة.

## وصلات خارجية
- ناتاشا إنجلاند على موقع ميوزك برينز (الإنجليزية)
- ناتاشا إنجلاند على موقع ديسكوغز (الإنجليزية)